# FIS Marathon Cup 2000/2001
Sezon 2000/2001 FIS Marathon Cup rozpoczął się 28 stycznia 2001 roku włoskim maratonem Marcialonga, a zakończył 11 marca 2001 roku szwajcarskim Engadin Skimarathon.
Obrońcami tytułu byli: Rosjanka Swietłana Nagiejkina wśród kobiet oraz Estończyk Raul Olle wśród mężczyzn. W tym sezonie triumfowali reprezentująca Szwecję Antonina Ordina wśród kobiet, a wśród mężczyzn najlepszy był Włoch Gianantonio Zanetel.

## Kalendarz i wyniki

### Kobiety
| Lp | Data             | Zawody                         | Dystans             | 1. miejsce                | 2. miejsce           | 3. miejsce           |
| -- | ---------------- | ------------------------------ | ------------------- | ------------------------- | -------------------- | -------------------- |
| 1. | 28 stycznia 2001 | Predazzo - Marcialonga         | 45 km s. dowolnym   | Irina Składniewa          | Nadieżda Sliesariewa | Jewgienija Biczugowa |
| 2. | 10 lutego 2001   | Lahti - Finlandia-hiihto       | 50 km s. klasycznym | Antonina Ordina           | Irina Składniewa     | Elina Mäki-Rautila   |
| 3. | 24 lutego 2001   | Hayward - American Birkebeiner | 52 km s. dowolnym   | Nadieżda Sliesariewa      | Antonina Ordina      | Unni Ødegård         |
| 4. | 4 marca 2001     | Sälen - Vasaloppet             | 90 km s. klasycznym | Ulrika Persson            | Sofia Lind           | Antonina Ordina      |
| 5. | 11 marca 2001    | Samedan - Engadin Skimarathon  | 42 km s. dowolnym   | Brigitte Albrecht-Loretan | Irina Składniewa     | Cornelia Porrini     |

### Mężczyźni
| Lp | Data             | Zawody                         | Dystans             | 1. miejsce            | 2. miejsce        | 3. miejsce        |
| -- | ---------------- | ------------------------------ | ------------------- | --------------------- | ----------------- | ----------------- |
| 1. | 28 stycznia 2001 | Predazzo - Marcialonga         | 70 km s. dowolnym   | Juan Jesús Gutiérrez  | Alois Blaßnig     | Stéphane Passeron |
| 2. | 10 lutego 2001   | Lahti - Finlandia-hiihto       | 50 km s. klasycznym | Stanislav Řezáč       | Raul Olle         | Oskar Svärd       |
| 3. | 24 lutego 2001   | Hayward - American Birkebeiner | 52 km s. dowolnym   | Gianantonio Zanetel   | Stéphane Passeron | Faustino Bordiga  |
| 4. | 4 marca 2001     | Sälen - Vasaloppet             | 90 km s. klasycznym | Henrik Eriksson       | Staffan Larsson   | Daniel Tynell     |
| 5. | 11 marca 2001    | Samedan - Engadin Skimarathon  | 42 km s. dowolnym   | Peter Schlickenrieder | Maurizio Pozzi    | Tor Arne Hetland  |

## Klasyfikacje
| Lp. | Zawodnik                  | Punkty |
| --- | ------------------------- | ------ |
| 1.  | Antonina Ordina           | 290    |
| 2.  | Irina Składniewa          | 260    |
| 3.  | Nadieżda Sliesariewa      | 216    |
| 4.  | Brigitte Albrecht-Loretan | 100    |
| 4.  | Ulrika Persson            | 100    |
| 6.  | Lubow Jegorowa            | 82     |
| 7.  | Sofia Lind                | 80     |
| 8.  | Guidina dal Sasso         | 63     |
| 9.  | Jewgienija Biczugowa      | 60     |
| 9.  | Elina Mäki-Rautila        | 60     |
| 9.  | Cornelia Porrini          | 60     |
| 9.  | Unni Ødegård              | 60     |

| Lp. | Zawodnik              | Punkty |
| --- | --------------------- | ------ |
| 1.  | Gianantonio Zanetel   | 238    |
| 2.  | Stéphane Passeron     | 194    |
| 3.  | Raul Olle             | 169    |
| 4.  | Stanislav Řezáč       | 165    |
| 5.  | Faustino Bordiga      | 122    |
| 6.  | Oskar Svärd           | 111    |
| 7.  | Henrik Eriksson       | 100    |
| 7.  | Juan Jesús Gutiérrez  | 100    |
| 7.  | Peter Schlickenrieder | 100    |
| 10. | Staffan Larsson       | 88     |
| 11. | Pierluigi Costantin   | 84     |
| 12. | Norman Kostner        | 82     |